# Castèlnòu de Montmiralh
Castèlnòu de Montmiralh (en francès Castelnau-de-Montmiral) és un municipi francès situat al departament del Tarn i a la regió d'Occitània.

## Demografia
| 1962                                       | 1968  | 1975  | 1982 | 1990 | 1999 | 2006 |
| ------------------------------------------ | ----- | ----- | ---- | ---- | ---- | ---- |
| 1.192                                      | 1.315 | 1.037 | 958  | 910  | 895  | 946  |
| Des de 1962: població sense dobles comptes |       |       |      |      |      |      |

## Administració
| Període | Identitat     | Partit |
| ------- | ------------- | ------ |
| 2001-   | Paul Salvador | UMP    |